# Dret a l'alimentació

Dret a l'alimentació al món (el 2011-2012)
Adoptat o en elaboració (19).
Constitucional, explícit com un dret (23).
Constitucional, implícit en drets més amplis o como principi rector (41).
Aplicabilitat directa a través de lleis internacionals (103).
Ratificació compromesa del Pacto Internacional de Derechos Económicos, Sociales y Culturales (160).
Desconegut
Nota: El mateix país pot pertànyer a diverses categories; el color donat a un país correspon a la categoria més alta on es troba un país.

El dret a l'alimentació és un dret humà que protegeix el dret de les persones a alimentar-se amb dignitat, cosa que implica que hi hagi suficients aliments disponibles, que les persones tinguin els mitjans per accedir-hi i que se satisfacin adequadament les necessitats dietètiques de les persones. El dret a l'alimentació protegeix el dret de tots els éssers humans a no patir gana, inseguretat alimentària ni malnutrició. El dret a l'alimentació no implica que els governs tinguin l'obligació de lliurar aliments de franc a tothom, ni el dret a ser alimentats. No obstant això, si les persones es veuen privades de l'accés als aliments per qüestions que no puguin controlar, per exemple, perquè estan detingudes, en temps de guerra o després de desastres naturals, el dret requereix que el govern proporcioni aliments directament.
El dret es deriva del Pacte Internacional de Drets Econòmics, Socials i Culturals que comptava amb el suport de 170 estats a l'abril de 2020. Els estats firmants acorden prendre mesures fins al màxim dels seus recursos disponibles per aconseguir progressivament la plena realització del dret a una alimentació adequada, tant a nivell nacional com internacional. En un total de 106 països el dret a l'alimentació és un dret constitucional o un dret emparat en alguna llei directa què el protegeix.
A la Cimera Mundial sobre l'Alimentació del 1996, els governs van reafirmar el dret a l'alimentació i es van comprometre a reduir a la meitat el nombre de persones que pateixen fam o es troben en estat de desnutrició de 840 a 420 milions per l'any 2015. No obstant això, el nombre ha augmentat en els últims anys, arribant el 2009 a més de 1.000 milions de persones desnodrides a tot el món. A més, el nombre de persones que pateixen gana oculta (mancances de micronutrients que poden provocar retards en el creixement físic i intel·lectual dels nens) ascendeix a més de 2.000 milions de persones a tot el món.
Si bé segons el dret internacional els estats estan obligats a respectar, protegir i complir el dret a l'alimentació, les dificultats pràctiques per assegurar aquest dret humà queden demostrades amb la inseguretat alimentària que existeix a tot el món i els litigis en curs a països com l'Índia. A les regions amb més problemes relacionats amb l'alimentació (a l'Àfrica, l'Àsia i l'Amèrica del Sud), no només hi ha escassetat d'aliments i manca d'infraestructura, sinó també mala distribució i accés inadequat als aliments.

## Definició
El Pacte Internacional de Drets Econòmics, Socials i Culturals (PIDESC) reconeix el «dret a un nivell de vida adequat, inclosa una alimentació adequada», així com el «dret fonamental a no patir gana». La relació entre tots dos conceptes no és senzilla. Per exemple, «l'absència de gana» (que l'Observació General N°12 designa com a més urgent i immediata) podria mesurar-se pel nombre de persones que pateixen desnutrició i, en casos extrems, pels que moren d'inanició. El dret a una alimentació adequada és un estàndard molt més elevat, que inclou no només l'absència de malnutrició, sinó la gamma completa de qualitats associades amb els aliments, inclosa la seguretat, la varietat i la dignitat, en resum, tots els elements necessaris per permetre una vida activa i saludable.

Inspirat en la definició anterior, el Relator Especial sobre el dret a l'alimentació el va definir de la manera següent el 2002:
El dret a tenir accés regular, permanent i no restrictiu, ja sigui directament o mitjançant compres econòmiques, a aliments adequats i suficients, quantitativament i qualitativa, que corresponguin a les tradicions culturals de les persones a què pertany el consumidor, i que assegurin un benestar físic i mental, vida individual i col·lectiva, plena i digna, lliure de temors.
Aquesta definició comprèn tots els elements normatius explicats detalladament a l'Observació General N°12 del PIDESC, que estableix:

### Què no és el dret a l'alimentació
Segons l'Organització de les Nacions Unides per a l'Agricultura i l'Alimentació, el dret a l'alimentació no implica que els governs tinguin l'obligació de lliurar aliments gratuïts a tothom que vulgui. Aquest és un error comú.
El dret a l'alimentació no és un dret a una ració mínima de calories, proteïnes i altres nutrients específics, ni un dret a alimentar-se. Es tracta que es garanteixi el dret a alimentar-se, cosa que requereix no només que hi hagi aliments disponibles –que la relació producció/població sigui suficient– sinó també que sigui accessible, és a dir, que cada llar tingui els mitjans per produir o comprar el seu propi menjar. Tot i això, si les persones es veuen privades de l'accés als aliments per raons que escapen al seu control, per exemple, a causa d'un conflicte armat, un desastre natural o perquè estan detingudes, el reconeixement del dret a la vida obliga els Estats a proporcionar aliments suficients per a la seva supervivència.

### Dimensions
L'exrelator especial sobre el dret a l'alimentació, Jean Ziegler, va definir tres dimensions del dret a l'alimentació.
- La disponibilitat fa referència a les possibilitats d'alimentar-se directament de la terra productiva o altres recursos naturals, o de sistemes de distribució, processament i mercat que funcionin bé i que puguin traslladar els aliments del lloc de producció al lloc on es necessiten d'acord amb la demanda.
- L'accessibilitat implica que cal garantir l'accés econòmic i físic als aliments. D'una banda, l'accés econòmic vol dir que els aliments han de ser assequibles per a una dieta adequada sense comprometre altres necessitats bàsiques. D'altra banda, els físicament vulnerables, com ara els malalts, els nens, els discapacitats o els ancians, també haurien de tenir accés als aliments.
- L'adequació implica que el menjar ha de satisfer les necessitats dietètiques de cada individu, tenint en compte l'edat, les condicions de vida, la salut, l'ocupació, el sexe, la cultura i la religió, per exemple. Els aliments han de ser innocus i s'han de prendre mesures de protecció adequades tant per mitjans públics com privats per evitar la contaminació dels aliments per adulteració i/o per mala higiene ambiental o manipulació inadequada a les diferents etapes de la cadena alimentària; també cal anar amb compte per identificar i evitar o destruir les toxines naturals.

A més, constitueix una violació del dret a l'alimentació qualsevol discriminació en l'accés als aliments, així com en els mitjans i drets per obtenir-los, per motius de raça, color, sexe, idioma, edat, religió, opinió política o d'una altra caràcter, origen nacional o social, propietat, naixement o altre estatut.

### Normes alimentàries acordades
Pel que fa al dret a l'alimentació, la comunitat internacional també ha especificat normes comunament acordades, com a la Conferència Mundial de l'Alimentació de 1974, el Compromís Internacional de Seguretat Alimentària Mundial de 1974, les Regles Mínimes per al Tractament dels Reclusos de 1977, la Declaració de 1986 sobre la Dret al Desenvolupament, la Resolució 1987/90 de l'ECOSOC, la Declaració de Rio sobre el Medi Ambient i el Desenvolupament de 1992 i la Declaració d'Istanbul sobre els Assentaments Humans de 1996.

## Història

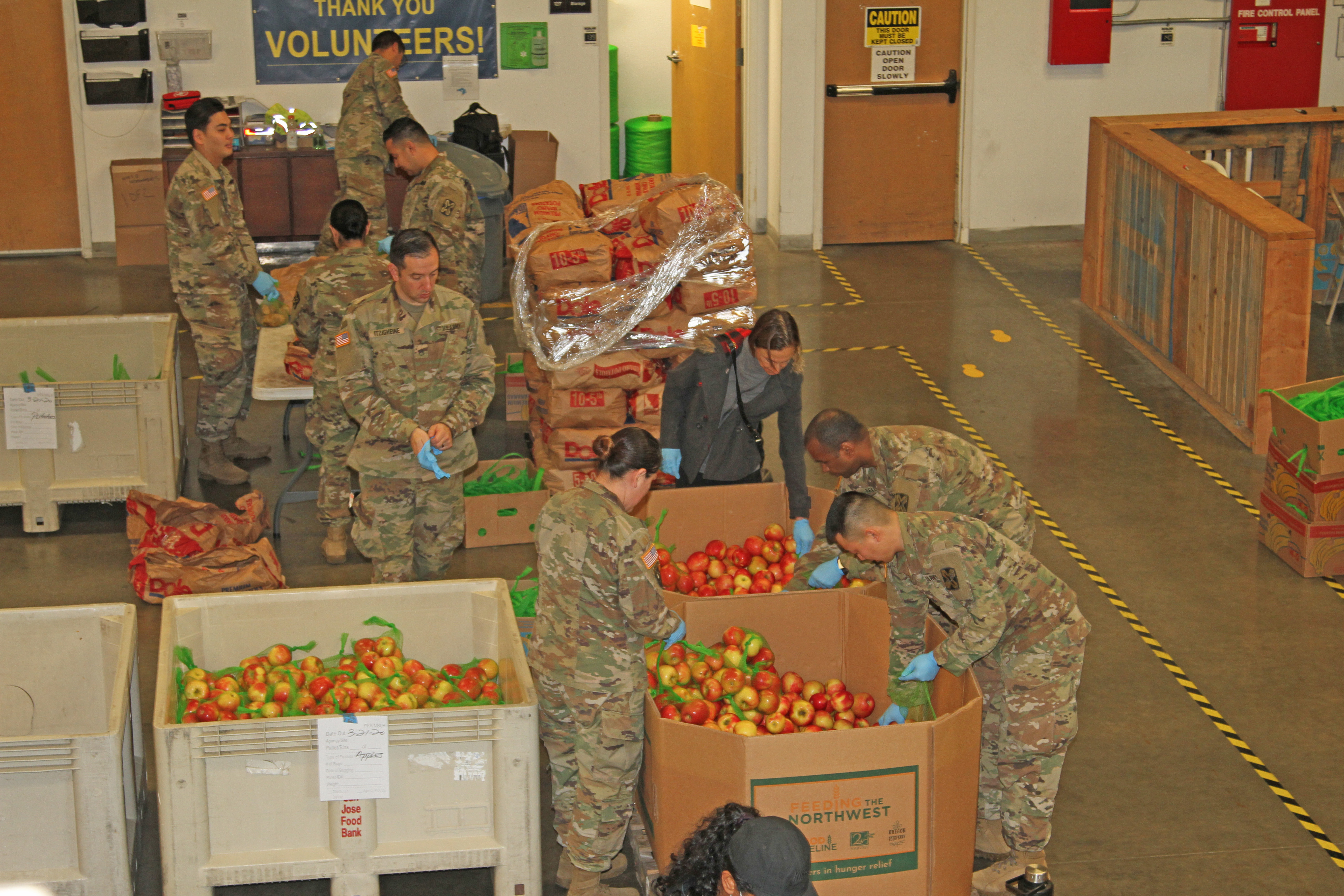
Preparació de caixes d'aliments per part de la Guàrdia Nacional per a ser distribuïdes durant la pandèmia de COVID-19 a Califòrnia.

### Dret negatiu o positiu
Hi ha una distinció tradicional entre dos tipus de drets humans. D'una banda, drets negatius o abstractes que són respectats per la no-intervenció. D'altra banda, drets positius o concrets que requereixen recursos per fer-los. Tot i això, avui dia es qüestiona si és possible distingir clarament entre aquests dos tipus de drets.
Així, el dret a l'alimentació es pot dividir en el dret negatiu a obtenir aliments mitjançant les pròpies accions i el dret positiu a rebre aliments si no s'hi pot accedir. El dret negatiu a l'alimentació ja es va reconèixer a la Carta Magna del 1215 d'Anglaterra, que diu que «ningú no serà “ameritat” [multat] en la mesura que es vegi privat dels seus mitjans de vida».

### Desenvolupaments internacionals des de 1941

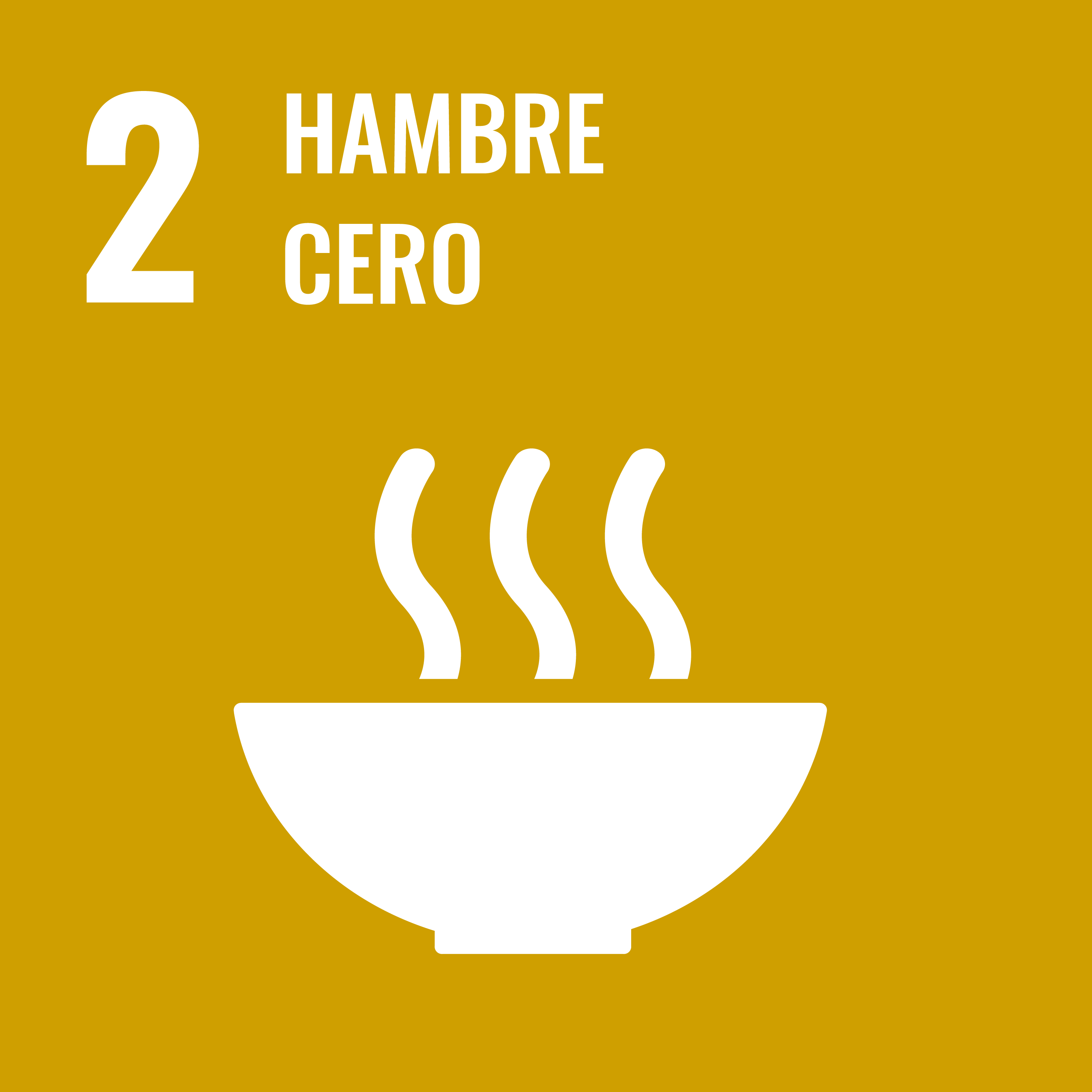
L'ODS 2 té com a objectiu posar fi a la gana, assolir la seguretat alimentària i la millora de la nutrició i promoure l'agricultura sostenible.

Aquesta secció ofereix una descripció general dels desenvolupaments internacionals rellevants per a l'establiment i la implementació del dret a l'alimentació des de mitjan segle xx.
- 1941: En el seu discurs de les Quatre Llibertats, el president nord-americà Franklin D. Roosevelt va incloure com una de les llibertats:[18] «La llibertat de la misèria». Posteriorment, aquesta llibertat va formar part de la Carta de les Nacions Unides de 1945 (article 1 (3)).
- 1948: La Declaració Universal de Drets Humans va reconèixer el dret a l'alimentació com a part del dret a un nivell de vida adequat:

«Tota persona té dret a un nivell de vida adequat per a la salut i el benestar de si mateix i de la seva família, inclosos els aliments, el vestit, l'habitatge i l'atenció mèdica i els serveis socials necessaris, i el dret a la seguretat en cas d'atur, malaltia, invalidesa, viudesa, vellesa o una altra falta de suport en circumstàncies alienes a la seva voluntat» (Article 25).
- 1966: El Pacte Internacional de Drets Econòmics, Socials i Culturals va reiterar la Declaració Universal de Drets Humans en relació amb el dret a un nivell de vida adequat i, a més, va reconèixer específicament el dret a no patir gana. Al pacte, els estats parts reconeixen: «el dret de tota persona a un nivell de vida adequat per a si i la seva família, inclosa una alimentació adequada» (article 11.1) i «el dret fonamental de tota persona a no patir gana» (article 11.2).
  - 1976: Entrada en vigor del Pacte.
  - 1987: Establiment del Comitè de Drets Econòmics, Socials i Culturals que supervisa la implementació del Pacte i comença una interpretació més legal del Pacte.
  - 1999: El Comitè adopta l'Observació General Núm. 12, «El dret a una alimentació adequada», que descriu les diverses obligacions estatals derivades del Pacte en relació amb el dret a l'alimentació.[12]
  - 2009: Adopció del Protocol Facultatiu del Pacte Internacional de Drets Econòmics, Socials i Culturals, que fa que el dret a l'alimentació sigui justiciable a nivell internacional.
- 1974: Aprovació de la Declaració Universal sobre la Erradicació de la Fam i la Malnutrició a la Conferència Mundial de l'Alimentació.[19]
- 1988: Adopció del dret a l'alimentació al Protocol Addicional a la Convenció Americana sobre Drets Humans en Matèria de Drets Econòmics, Socials i Culturals (el Protocol de San Salvador).
- 1996: L'Organització de les Nacions Unides per a l'Agricultura i l'Alimentació (FAO) organitza la Cimera Mundial sobre l'Alimentació del 1996 a Roma, que va donar lloc a la Declaració de Roma sobre la Seguretat Alimentària Mundial.
  - 2004: La FAO adopta les Directrius sobre el Dret a l'Alimentació, que ofereixen orientació als Estats sobre com implementar les obligacions sobre el dret a l'alimentació. La redacció de les directrius es va iniciar com a resultat de la Cimera Mundial sobre l'Alimentació del 2002.[5]
- 2000: Es va establir el mandat del relator especial sobre el dret a l'alimentació.[20]
- 2000: Aprovació dels Objectius de Desenvolupament del Mil·lenni, inclòs l'Objectiu 1: erradicar la pobresa extrema i la gana per al 2015.
- 2012: S'adopta el Conveni sobre Assistència Alimentària com a resultat del Conveni sobre Ajuda Alimentària, convertint-lo en el primer tractat internacional jurídicament vinculant sobre ajuda alimentària.
- 2015: S'estableix l'Objectiu de Desenvolupament Sostenible 2: Fam zero, el propòsit del qual és posar fi a la gana, aconseguir la seguretat alimentària i la millora de la nutrició i promoure l'agricultura sostenible.

Amartya Sen va guanyar el Premi Nobel d'Economia de 1998 en part per la seva feina en demostrar que la fam i la fam massiva en els temps moderns no són típicament el producte de la manca d'aliments sinó que, generalment, sorgeix de problemes a les xarxes de distribució d'aliments o de polítiques governamentals.

## Estatus legal
El dret al'alimentació està protegit pel dret internacional dels drets humans i pel dret internacional humanitari.

### Dret internacional
El dret a l'alimentació està reconegut a la Declaració Universal de Drets Humans de 1948 (article 25) com a part del dret a un nivell de vida adequat, i està consagrat al Pacte Internacional de Drets Econòmics, Socials i Culturals de 1966 (article 11). El Protocol Facultatiu de 2009 del Pacte Internacional de Drets Econòmics, Socials i Culturals fa que el dret a l'alimentació sigui un dret que es pugui defensar davant els tribunals a nivell internacional. El 2012, es va adoptar el Conveni sobre Assistència Alimentària, primer tractat internacional jurídicament vinculant sobre ajuda alimentària.

### Instruments internacionals
També està reconegut en molts instruments internacionals específics tan variats com la Convenció sobre el Genocidi de 1948 (article 2), la Convenció sobre l'Estatut dels Refugiats de 1951 (articles 20 i 23), la Convenció sobre els Drets dels Infants de 1989 (Articles 24 (2) (c) i 27 (3)), la Convenció sobre l'Eliminació de Totes les Formes de Discriminació contra la Dona de 1979 (articles 12 (2)) i la Convenció sobre els Drets de les Persones amb Discapacitat de 2007 (articles 25 (f) i 28 (1)).

### Instruments regionals
El dret a l'alimentació també està reconegut en instruments regionals, com el Protocol Addicional de 1988 a la Convenció Americana sobre Drets Humans en matèria de Drets Econòmics, Socials i Culturals o el Protocol de San Salvador (article 12), el Protocol Africà de 1990 sobre els Drets i el Benestar del Nen, el reconeixement de la Comissió Africana de Drets Humans i dels Pobles de 2001 que el dret a l'alimentació s'emmarca a la Carta Africana de Drets Humans i dels Pobles i el Protocol de la Carta Africana sobre Drets humans i dels pobles sobre els drets de la dona a Àfrica o Protocol de Maputo de 2003 (article 15). També hi ha instruments similars en moltes constitucions nacionals.

### Instruments jurídicament no vinculants
Hi ha diversos instruments internacionals de drets humans no vinculants jurídicament relacionats amb el dret a l'alimentació. Inclouen recomanacions, pautes, resolucions o declaracions. Els més detallats són les Directrius sobre el dret a l'alimentació del 2004, una eina pràctica per ajudar a implementar el dret a una alimentació adequada. Aquestes Directrius no són jurídicament vinculants, tot i que es basen en el dret internacional, i són un conjunt de recomanacions que els Estats han triat sobre com implementar les seves obligacions en virtut de l'article 11 del Pacte Internacional de Drets Econòmics, Socials i Culturals. Així mateix, la Constitució de 1945 de l'Organització de les Nacions Unides per a l'Agricultura i l'Alimentació estableix que:
«Les Nacions que accepten aquesta Constitució estan decidides a promoure el benestar comú fomentant l'acció individual i col·lectiva de la seva part amb el propòsit de: elevar els nivells de nutrició i el nivell de vida (...) i així (...) assegurar que la humanitat estigui lliure de la gana». (Preàmbul).

### Altres documents
El 1993, es desenvolupa el Tractat Internacional de Seguretat Alimentària als Estats Units i Canadà.
El 1998, es va celebrar una conferència sobre l'estratègia de consens respecte al dret a l'alimentació a Santa Bàrbara, Califòrnia, amb experts en la lluita contra la fam dels cinc continents.
El 2010, un grup d'organitzacions nacionals i internacionals van crear una proposta per reemplaçar la Política Agrícola Comuna de la Unió Europea (PAC). El primer article de la Nova Política Agrícola i Alimentària Comuna del 2013 consideren l'alimentació com un dret humà universal, no simplement com una mercaderia.

## Obligacions estatals
Les obligacions estatals relacionades amb el dret a l'alimentació estan ben establertes al dret internacional. En signar el Pacte Internacional de Drets Econòmics, Socials i Culturals, els estats van acordar prendre mesures fins al màxim dels seus recursos disponibles per aconseguir progressivament la plena realització del dret a una alimentació adequada. També van reconèixer el paper fonamental de la cooperació i l'assistència internacional en aquest context. Aquesta obligació va ser reafirmada pel Comitè de Drets Econòmics, Socials i Culturals (CESCR). Els signataris de les Directrius sobre el Dret a l'Alimentació també es van comprometre a implementar el dret a l'alimentació a nivell nacional.
A l'Observació General N°12, el CESCR va interpretar l'obligació dels Estats com de tres tipus: l'obligació de respectar, protegir i complir:
1. Respectar implica que els Estats mai no han d'impedir arbitràriament que les persones tinguin accés als aliments.
2. Protegir vol dir que els Estats han de prendre mesures per garantir que les empreses o els individus no privin els individus del seu accés a una alimentació adequada.
3. Complir (facilitar i proporcionar) implica que els governs han de participar de manera proactiva en activitats destinades a enfortir l'accés de les persones als recursos i la utilització dels mateixos i els mitjans per garantir-ne el suport, inclosa la seguretat alimentària. Si, per raons que escapin al seu control, com en temps de guerra o després d'un desastre natural, grups o persones no poden gaudir del dret a l'alimentació, els Estats tenen l'obligació de proporcionar aquest dret directament.[30]

Aquests preceptes van ser recolzats novament pels Estats quan el Consell de la FAO va adoptar les Directrius sobre el Dret a l'Alimentació.

El PIDESC reconeix que el dret a no patir gana requereix cooperació internacional i es relaciona amb qüestions de producció, agricultura i subministrament mundial. L'article 11 estableix que:
«Els estats part en aquest Pacte (...) adoptaran, individualment i mitjançant la cooperació internacional, les mesures, inclosos els programes específics, que siguin necessàries: a) Millorar els mètodes de producció, conservació i distribució d'aliments fent ús de els coneixements tècnics i científics, difonent el coneixement dels principis de la nutrició i desenvolupant o reformant els sistemes agraris de manera que s'assoleixi el desenvolupament i la utilització més eficients dels recursos naturals; b) Tenint en compte tant els problemes dels països importadors com dels exportadors d'aliments per garantir una distribució equitativa dels subministraments alimentaris mundials en relació amb les necessitats».
La implementació de les normes del dret a l'alimentació a nivell nacional té conseqüències per a les constitucions, lleis, tribunals, institucions, polítiques i programes nacionals, i per a diversos temes de seguretat alimentària, com ara la pesca, la terra, el focus en grups vulnerables i l'accés als recursos.
Les estratègies nacionals sobre la realització progressiva del dret a l'alimentació han de complir quatre funcions:
1. definir les obligacions corresponents al dret a una alimentació adequada, ja siguin obligacions governamentals o actors privats;
2. millorar la coordinació entre les diferents branques del govern les activitats i programes dels quals poden afectar la realització del dret a l'alimentació;
3. establir metes, idealment associades amb indicadors mesurables, definint el marc temporal dins del qual s'han d'assolir els objectius específics;
4. preveure un mecanisme que garanteixi que l'efecte de les noves iniciatives legislatives o polítiques sobre el dret.[5]

A nivell internacional
El dret a l'alimentació imposa a tots els Estats obligacions no sols cap a les persones que viuen al territori nacional, sinó també cap a les poblacions d'altres Estats. El dret a l'alimentació es compleix quan es compleixen les obligacions tant nacionals com internacionals. D'una banda, hi ha l'efecte de l'entorn internacional i, en particular, el canvi climàtic, la desnutrició i la inseguretat alimentària. D'altra banda, la comunitat internacional només hi pot contribuir si s'estableixen marcs i institucions legals a nivell nacional.
No discriminació
En virtut de l'article 2(2) del PIDESC, els governs van acordar que el dret a l'alimentació s'exercirà sense discriminació per motius de sexe, color, raça, edat, idioma, religió, opinió política o d'altres, origen nacional o social, propietat, naixement o altre estatut. El CESCR destaca l'atenció especial que cal prestar als agricultors desafavorits i marginats, incloses les agricultores, en el context rural.

## Adopció a nivell mundial

### Lleis marc

Països que estan desenvolupant o han adoptat lleis marc sobre el dret a l'alimentació, el 2011 (19).
Llei marc adoptada (10).
Llei marc en desenvolupament (9).

Una llei marc és una tècnica legislativa utilitzada per abordar assumptes intersectorials. Les lleis marc són més específiques que una disposició constitucional, ja que estableixen obligacions i principis generals. No obstant això, cal tenir en compte les autoritats competents i altres lleis que encara han de determinar mesures específiques. El Comitè de Drets Econòmics, Socials i Culturals va recomanar l'aprovació de lleis marc com un instrument fonamental per a l'aplicació de l'estratègia nacional sobre el dret a l'alimentació. Hi ha deu països que han adoptat i nou països que desenvolupen lleis marc sobre seguretat alimentària o el dret a l'alimentació. És probable que aquest desenvolupament augmenti en els propers anys. Sovint se les coneix com a lleis de seguretat alimentària en lloc de lleis de dret a l'alimentació, però el seu efecte jurídic sol ser similar.
Els avantatges d'una llei marc inclouen que el contingut i l'abast del dret es poden especificar més, les obligacions dels actors estatals i privats es poden especificar detalladament, es poden establir els mecanismes institucionals apropiats i es poden preveure drets de reparació. Altres avantatges de les lleis marc inclouen enfortir la rendició de comptes del govern, monotonitzar, ajudar els funcionaris governamentals a comprendre el seu paper, millorar l'accés als tribunals i proporcionar mecanismes de recurs administratiu.
Tot i això, les disposicions sobre obligacions i recursos en la llei marc existent no sempre són molt completes, i tampoc sempre és clar què afegeixin "justícia" al dret a l'alimentació.
Fins al 2011, els deu països següents havien adoptat una llei marc sobre seguretat alimentària o dret a l'alimentació: Argentina, Bolívia, Brasil, Equador, El Salvador, Guatemala, Indonèsia, Nicaragua, Perú i Veneçuela. A més, el 2011, els nou països següents estaven redactant una llei marc sobre seguretat alimentària o dret a l'alimentació: Hondures, Índia, Malawi, Mèxic, Moçambic, Paraguai, Sud-àfrica, Tanzània i Uganda. Finalment, El Salvador, Nicaragua i Perú van elaborar esborranys per actualitzar, reemplaçar o enfortir la seva llei marc.

### Com a precepte constitucional

Països amb dret constitucional explícit a l'alimentació, el 2011 (23).
Com a dret separat i independent de la resta(9).
Per a un segment específic de la població (10).
Com a un dret humà amb un nivell de vida adequat, en quant a qualitat, desenvolupament i treball(7).Nota: Brasil té els tres i Sud-àfrica té els dos primers; s'inclouen a cada categoria, però es compten una vegada per al total.

Països en què el dret constitucional a l'alimentació està implícit en drets més amplis o en què està explícit en principis rectors, a 2011 (41).
Implícit en drets més amplis (31).
Llei consititucional explícita (13).
Principi marc constitucional explícit (13). Nota: Etiòpia, Malawi i Pakistan es troben en ambdues categories; s'inclouen a cada categoria, però es compten una vegada per al total.

Hi ha diverses maneres en què les constitucions poden tenir en compte el dret a l'alimentació o algun aspecte del mateix. El 2011, 56 constitucions protegien el dret a l'alimentació d'una manera o altra. Les tres categories principals de reconeixement constitucional són: com a dret explícit, implícit en drets humans més amplis o com a part d'un principi rector. A més d'aquests, el dret també es pot reconèixer indirectament quan algun òrgan judicial interpreta altres drets humans.

#### Explícit com a dret
En primer lloc, el dret a l'alimentació es reconeix explícitament i directa com un dret en si mateix o com a part d'un dret humà més ampli a 23 països. Es poden distingir tres formes diferents:
1. Els següents nou països reconeixen el dret a l'alimentació com un dret separat i independent: Bolívia, Brasil, Equador, Guyana, Haití, Kenya, Sud-àfrica, a la Constitució Provisional del Nepal (com a sobirania alimentària) i Nicaragua (com a llibertat de gana).
2. Per a un segment específic de la població, el dret a l'alimentació és reconegut a deu països. Les disposicions relatives al dret a l'alimentació dels nens són presents a les constitucions de: Brasil, Colòmbia, Cuba, Guatemala, Hondures, Mèxic, Panamà, Paraguai i Sud-àfrica. El dret a l'alimentació dels nens indígenes està protegit a la Constitució de Costa Rica. Finalment, el dret a l'alimentació dels detinguts i els presos també està reconegut a la Constitució de Sud-àfrica.
3. Cinc països reconeixen explícitament el dret a l'alimentació com a part d'un dret humà a un nivell de vida adequat, qualitat de vida o desenvolupament: Belarús, el Congo, Malawi, Moldàvia i Ucraïna, i dos el reconeixen com a part del dret al treball: Brasil i Surinam. L'article XX de la Llei Fonamental d'Hongria reconeix el dret a l'alimentació com a part del dret humà a la salut.

#### Implícit o com a principi rector
En segon lloc, els 31 països següents reconeixen implícitament el dret a l'alimentació en drets humans més amplis: Alemanya, Armènia, Azerbaidjan, Bèlgica, Bolívia, Burundi, Cambodja, Xipre, Congo, Costa Rica, Equador, El Salvador, Eritrea, Etiòpia, Finlàndia, Geòrgia, Ghana, Guatemala, Guinea, Guinea Equatorial, Kirguizstan, Malawi, Països Baixos, Pakistan, Perú, República Txeca, Romania, Suïssa, Tailàndia, Turquia i Veneçuela.
En tercer lloc, els tretze països següents reconeixen explícitament el dret a l'alimentació en la constitució com un principi o objectiu rector: Bangladesh, Brasil, Etiòpia, Índia, Iran, Malawi, Nigèria, Panamà, Papua Nova Guinea, Pakistan, Sierra Leone, Sri Lanka i Uganda.

### Aplicabilitat a través del dret internacional

Països que han ratificat el dret internacional en què es reconeix el dret a l'alimentació i on al mateix temps el dret internacional és primari o igual al dret nacional, el 2011 (103).
Aplicabilitat directa: PIDESC, CEDAW i CDN (95).
Aplicabilitat directa: PIDESC i CDN (2).
Aplicabilitat directa: CEDAW i CDN (5).

En alguns països, els tractats internacionals tenen un estatus superior o igual al de la legislació nacional. En conseqüència, el dret a l'alimentació pot ser directament aplicable a través de tractats internacionals si aquest país és membre d'un tractat on es reconeix el dret. Aquests tractats inclouen el Pacte Internacional de Drets Econòmics, Socials i Culturals (PIDESC), la Convenció sobre l'Eliminació de Totes les Formes de Discriminació contra la Dona (CEDAW) i la Convenció sobre els Drets dels Infants (CDN). Excloent-hi els països on el dret a l'alimentació està implícitament o explícitament reconegut a la seva Constitució, el dret és directament aplicable en almenys 51 països addicionals mitjançant tractats internacionals.

### Compromís a través del PIDESC
PIDESC
Les parts al Pacte Internacional de Drets Econòmics, Socials i Culturals han de fer tot el possible per garantir una nutrició adequada, inclosa la legislació a aquest efecte. El Pacte s'ha convertit en part de la legislació nacional a més de 77 països. En aquests països, la disposició sobre el dret a l'alimentació del Pacte es pot citar en un tribunal. Això ha passat a Argentina (en el cas del dret a la salut).

Països que es van comprometre amb el dret a l'alimentació en ratificar el Pacte Internacional de Drets Econòmics, Socials i Culturals (160).
Ratificó el Protocolo Facultativo del ICESCR (8).
Ratificó el ICESCR (160). Nota: Totes les parts del protocol opcional també són membres del conveni.

Tanmateix, els ciutadans generalment no poden entaular accions legals utilitzant el Pacte, sinó que només ho poden fer en virtut de la legislació nacional. Si un país no aprova aquestes lleis, un ciutadà no té reparació, malgrat que l'Estat hagi violat el pacte. L'aplicació del Pacte se supervisa a través del Comitè de Drets Econòmics, Socials i Culturals. En total, 160 països han ratificat el Pacte. 32 països més no han ratificat el pacte, encara que 7 el van signar.
Protocol opcional
En signar el Protocol Facultatiu del PIDESC, els Estats reconeixen la competència del Comitè de Drets Econòmics, Socials i Culturals per rebre i considerar denúncies de persones o grups que afirmen que els seus drets en virtut del Pacte han estat violats. Tot i això, els denunciants han d'haver esgotat totes les instàncies internes. El Comitè pot «examinar», obrar en pro d'una «solució amistosa», en el cas de violacions greus o sistemàtiques del Pacte pot «convidar aquest Estat a cooperar» i, finalment, podria «incloure un relat resumit dels resultats del procediment al seu informe anual», en cap cas, però té capacitat coercitiva sobre l'estat. Els set països següents han ratificat el Protocol Facultatiu del Pacte Internacional de Drets Econòmics, Socials i Culturals: Bolívia, Bòsnia i Hercegovina, Equador, El Salvador, Eslovàquia, Espanya i Mongòlia. 32 països més han signat el protocol facultatiu.

## Mecanismes per assolir el dret a l'alimentació
El Relator Especial sobre el Dret a l'Alimentació, Olivier de Schutter, ha instat que s'estableixi a la llei el dret a l'alimentació, perquè es pugui traduir en estratègies i institucions nacionals. A més, ha recomanat que les economies emergents protegeixin els drets dels usuaris de la terra, en particular dels grups minoritaris i vulnerables. També ha recomanat donar suport a la petita agricultura davant de megaprojectes de desenvolupament i aturar la degradació del sòl i l'aigua mitjançant canvis massius cap a pràctiques agroecològiques. Finalment, l'expert de l'ONU ha suggerit adoptar una estratègia per abordar l'augment de l'obesitat.
L'article 11 de les Nacions Unides sobre el dret a una alimentació adequada suggereix diversos mecanismes d'implementació. L'article reconeix que les formes i els mitjans més apropiats per fer efectiu el dret a una alimentació adequada variaran inevitablement de manera significativa d'un Estat a un altre. Cada Estat ha de triar els seus propis enfocaments, però el Pacte exigeix clarament que cada Estat part adopti les mesures necessàries per garantir que tots no pateixin gana i puguin gaudir com més aviat millor del dret a una alimentació adequada.
L'article emfatitza que el dret a l'alimentació requereix el compliment ple dels principis de rendició de comptes, transparència, participació popular, descentralització, capacitat legislativa i independència del poder judicial. En termes d'estratègia per implementar el dret a l'alimentació, l'article demana que els Estats identifiquin i tractin qüestions crítiques respecte a tots els aspectes del sistema alimentari, inclosa la producció i el processament d'aliments, l'emmagatzematge, la distribució al detall, la comercialització i consum d'aliments. L'estratègia d'implementació ha de prestar una atenció especial a la necessitat de prevenir la discriminació en l'accés a les botigues d'aliments i la xarxa minorista, o alternativament als recursos per al cultiu d'aliments. Com a part de les obligacions de protegir la base de recursos alimentaris de les persones, els Estats han de prendre les mesures adequades per garantir que les activitats del sector empresarial privat i la societat civil estiguin de conformitat amb el dret a l'alimentació.
L'article assenyala que sempre que un Estat enfronti greus limitacions de recursos, ja siguin causades per un procés d'ajust econòmic, recessió econòmica, condicions climàtiques o altres factors, cal prendre mesures per garantir que el dret a una alimentació adequada es compleixi especialment per als grups de població vulnerables i individus.

### Interrelació amb altres drets
La idea de la interdependència i la indivisibilitat de tots els drets humans és un principi fonamental de les Nacions Unides. Això es va reconèixer a la Declaració i Programa d'Acció de Viena de 1993, que diu que «tots els drets humans són universals, indivisibles i interdependents i estan interrelacionats». El dret a l'alimentació es considera interrelacionat amb els drets humans en particular següents: el dret a la vida, el dret als mitjans de subsistència, el dret a la salut, el dret a la propietat, la llibertat d'expressió, la llibertat de informació, el dret a l'educació, la llibertat d'associació i el dret a l'aigua i al sanejament. Altres drets rellevants inclouen el dret al treball, el dret a la seguretat social, el dret al benestar social i el dret a un nivell de vida adequat.
Per exemple, segons el Comitè que supervisa la implementació del PIDESC, «el dret a l'aigua és un requisit previ per fer altres drets humans». La necessitat de disposar d'aigua suficient per tenir una alimentació adequada és especialment evident en el cas dels pagesos. Cal garantir l'accés a recursos hídrics sostenibles per a l'agricultura per tal de fer el dret a l'alimentació. Això s'aplica encara més a l'agricultura de subsistència.